# Улрих II (Вюртемберг)
Улрих II (на немски: Ulrich II, * 1254, † 18 септември 1279) е от 1265 до 1279 г. граф на Вюртемберг.

## Биография
Той е първият син на граф Улрих I от Вюртемберг (1226, † 25 февруари 1265) и първата му съпруга Мехтхилд фон Баден (1225 – 1258), дъщеря на маркграф Херман V от Маркграфство Баден.
При започването на управлението му през 1265 г. Улрих е едва на единадесет години и е под опекунството на граф Хартман I фон Грюнинген, братовчед на баща му. Самостоятелно управлява според документи от около 1270 г.
Не е известно дали е женен. Негов наследник става полубрат му Еберхард I.
Той е погребан в манастирската църква в Бойтелсбах. През 1316 или 1320 г. той е преместен в манастирската църква на Щутгарт.